# کیم آستروپ
کیم آستروپ (دانمارکی: Kim Astrup؛ زادهٔ ۶ مارس ۱۹۹۲) بدمینتون‌باز اهل دانمارک است.